# 相撲ファン (書籍)
『相撲ファン』（すもうファン）は、大空出版が発売している相撲を取り上げた不定期刊行のムック本。女性やライトなファン層でも楽しめるデザイン、企画性が特長。

## 概要
「コアなファンからなりたてのファン、相撲のことをこれから知りたいという人まで誰もが楽しめるおしゃれな相撲本」がコンセプト。

従来の相撲雑誌と一線を画し、デザイン性や写真、わかりやすさに主眼が置かれている。その一方で、江戸時代から現代にいたる相撲メディアの変遷を紹介する「相撲メディア今昔物語」(Vol.04)など、マニアックな企画も行うことがある。
主な内容は人気力士のインタビュー(毎号3 - 4人)、特集記事に加え、相撲をテーマにしたグルメやファッション、雑貨なども取り上げる。また、創刊以来カバーグラビアを市川紗椰が務め、誌面にもたびたび登場するほか、能町みね子やデーモン閣下、やくみつるなども執筆、登場する。

## 影響
本誌の企画名(Vol.01内)で使われていた「スージョ」(＝相撲好き女性の略)という言葉が、テレビ等のマスメディアで広まり、女性ファンの増加とともに「相撲女子」の代名詞として使われることが多い。